# William Perlberg
William Perlberg (* 22. Oktober 1900 in Łódź, damals Russisches Kaiserreich, heute Polen; † 31. Oktober 1968 in Los Angeles) war ein US-amerikanischer Filmproduzent.

## Leben
Mit seiner Mutter und seinen Geschwistern folgte William Perlberg im Mai 1904 seinem Vater Israel Perlberg in die Vereinigten Staaten, wo dieser seit 1903 ansässig war. Dort arbeitete William Perlberg zunächst als Pelzhändler für seinen Vater. Seine Laufbahn im Showgeschäft begann Perlberg als Agent der Künstleragentur William Morris Agency. Danach arbeitete er als Talentsucher und persönlicher Assistent von Harry Cohn, dem Chef von Columbia Pictures.
Im Jahr 1936 produzierte Perlberg für Columbia seinen ersten Film, The King Steps Out, bei dem Josef von Sternberg die Regie führte. Es folgten einige weitere Produktionen für Columbia, darunter auch Rouben Mamoulians Golden Boy (1939). 1941 wechselte er zu 20th Century Fox, wo er für erfolgreiche Filme wie Abenteuer in der Südsee (1942) und Das Lied von Bernadette (1943) zuständig war. Für Letzteren erhielt Perlberg die erste von drei Oscar-Nominierungen in der Kategorie Bester Film.
Besonders häufig arbeitete Perlberg mit dem Regisseur und Drehbuchautor George Seaton zusammen, mit dem er schließlich die Produktionsfirma Perlberg-Seaton Productions gründete. Seatons Filme Das Wunder von Manhattan (1947) und Ein Mädchen vom Lande (1954), die Perlberg produzierte, wurden ebenfalls als bester Film für den Oscar nominiert.
Perlbergs Ehe mit der Sängerin Josephine Brock alias Bobbe Brox, die der A-cappella-Band The Brox Sisters angehörte und die er als Agent vor seiner Tätigkeit als Produzent betreut hatte, endete in den 1960er Jahren mit Scheidung.

## Filmografie (Auswahl)
- 1936: The King Steps Out
- 1937: It’s All Yours
- 1938: There’s Always a Woman
- 1938: The Lady Objects
- 1939: Laßt uns leben (Let Us Live)
- 1939: Good Girls Go to Paris
- 1939: Golden Boy
- 1940: Hochzeit wider Willen (The Doctor Takes a Wife)
- 1940: This Thing Called Love
- 1941: Echo der Jugend (Remember the Day)
- 1942: Abenteuer in der Südsee (Son of Fury: The Story of Benjamin Blake)
- 1942: 10 Leutnants von West-Point (Ten Gentlemen from West Point)
- 1943: The Meanest Man in the World
- 1943: Coney Island
- 1943: Sweet Rosie O’Grady
- 1943: Das Lied von Bernadette (The Song of Bernadette)
- 1944: The Eve of St. Mark
- 1945: Diamond Horseshoe
- 1945: Jahrmarkt der Liebe (State Fair)
- 1946: Claudia and David
- 1947: The Shocking Miss Pilgrim
- 1947: Das Wunder von Manhattan (Miracle on 34th Street)
- 1947: Amber, die große Kurtisane (Forever Amber)
- 1948: Escape
- 1948: Eine Dachkammer für zwei (Apartment for Peggy)
- 1949: The Forbidden Street
- 1949: It Happens Every Spring
- 1949: Sturmflug (Slattery’s Hurricane)
- 1950: Varieté-Prinzessin (Wabash Avenue)
- 1950: Es begann mit einem Kuß (The Big Lift)
- 1950: I’ll Get By
- 1950: For Heaven’s Sake
- 1952: Anything Can Happen
- 1952: Somebody Loves Me
- 1953: Einmal wird die Sonne wieder scheinen (Little Boy Lost)
- 1954: Ein Mädchen vom Lande (The Country Girl)
- 1954: Die Brücken von Toko-Ri (The Bridges at Toko-Ri)
- 1956: Auch Helden können weinen (The Proud and Profane)
- 1957: Stern des Gesetzes (The Tin Star)
- 1958: Reporter der Liebe (Teacher’s Pet)
- 1959: Bei mir nicht (But Not for Me)
- 1960: Zwei in einem Zimmer (The Rat Race)
- 1961: In angenehmer Gesellschaft (The Pleasure of His Company)
- 1962: Verrat auf Befehl (The Counterfeit Traitor)
- 1963: Männer – hart wie Eisen (The Hook)
- 1963: Rufmord (Twilight of Honor)
- 1964: 36 Stunden (36 Hours)

## Auszeichnungen
- 1944: Oscar-Nominierung in der Kategorie Bester Film für Das Lied von Bernadette
- 1948: Oscar-Nominierung in der Kategorie Bester Film Das Wunder von Manhattan
- 1955: Oscar-Nominierung in der Kategorie Bester Film für Ein Mädchen vom Lande
- 1960: Nominierung für den Golden Laurel Award in der Kategorie Bester Produzent
- 1962: Nominierung für den Golden Laurel Award in der Kategorie Bester Produzent